# Furacão Last Island de 1856
O furacão Last Island de 1856 (também conhecido como a Grande Tempestade de 1856 ) foi um dos ciclones tropicais mais mortíferos registrados na Luisiana, e empatado com o furacão Laura em 2020 como o furacão mais forte a atingir a Luisiana em termos de velocidade do vento. O primeiro ciclone tropical conhecido da temporada, foi observado primeiro como um furacão mínimo no Golfo do México perto de Dry Tortugas em 9 de agosto. Movendo-se para noroeste, o ciclone rapidamente se intensificou em uma furacão forte de categoria 4 na escala atual de Saffir – Simpson no dia seguinte. No final de 10 de agosto, o furacão atingiu a costa de Last Island, Luisiana, com ventos de 240 km/h, horas antes de atingir perto de New Iberia . O sistema enfraqueceu rapidamente depois de se mudar para o interior, caindo para intensidade de tempestade tropical em 11 de agosto. A tempestade seria notada pela última vez no Mississippi no dia seguinte.
Pelo menos 183 pessoas morreram afogadas no Golfo depois que navios a vapor e escunas afundaram em mar agitado produzido pelo furacão. Uma onda de tempestade entre 11 and 12 pés (3,4 and 3,7 m) submergiu completamente a ilha, destruindo virtualmente todas as estruturas, incluindo hotéis e casinos, enquanto todas as plantações foram arruinadas. Além disso, a própria Last Island foi dividida em duas. No interior, fortes chuvas causaram a inundação do rio Mermentau, destruindo plantações e todas as casas em Abbeville . A tempestade produziu até 13,14 polegadas (334 mm)  de precipitação em New Orleans . Na freguesia de Plaquemines, os arrozais estavam debaixo de vários metros de profundidade, enquanto muitas laranjeiras perderam os seus frutos. No geral, o furacão resultou em pelo menos 200 fatalidades.

## História meteorológica
Em 8 de agosto de 1856, o ciclone foi detectado pela primeira vez no Golfo do México oriental 125 milhas (200 km) a oeste-noroeste de Key West, Flórida.  Como já era um furacão quando foi observado pela primeira vez, provavelmente se desenvolveu mais a leste do que esse local. Ele avançou continuamente para noroeste, fortalecendo-se ao equivalente a um furacão de categoria 3 . O furacão diminuiu gradualmente antes da chegada do solo em 10 de agosto e atingiu a sua intensidade máxima estimada de 240 km/h. Era um ciclone tropical de pequeno diâmetro, e seus ventos máximos sustentados podem ter alcançado a categoria 5, mas não foram registados. Durante o início da noite de 10 de agosto, a borda nordeste do olho cruzou a Última Ilha (Nome oficial: Ilha Dernière ) antes de aterrissar algumas horas depois ao sul de New Iberia, Luisiana. Acredita-se que o ciclone atingiu o sul da Luisiana no pico de intensidade, com uma pressão central aproximada de 934 mbar (27,58 inHg).  Um navio relatou uma pressão periférica de 955 mbar (28.20 inHg), portanto, uma pressão mais baixa foi baseada no tamanho pequeno do furacão. Ele enfraqueceu rapidamente e diminuiu para uma tempestade tropical em 11 de agosto. Ele se dissipou no sudoeste do Mississippi em 12 de agosto com características totalmente tropicais.

## Impacto e consequências

### Última ilha
Muitos turistas que esperavam escapar aguardavam a chegada programada do navio Star, que fornecia serviço regular para o continente. No entanto, o Star foi desviado do curso, escapando por pouco de navegar para o golfo aberto, diretamente para o furacão, onde quase certamente teria se perdido. O passageiro Tom Ellis, um capitão experiente em águas locais e alguns outros passageiros notaram que o navio estava fora de curso. Ellis alertou o capitão Abe Smith, que corrigiu o curso e mal avançando contra os ventos, conseguiu entrar no canal atrás do hotel. O Star foi varrido, colidindo com a costa e encalhado na areia, onde permaneceu durante a tempestade.
A visibilidade durante a tempestade foi extremamente limitada e os olhos foram atingidos pela areia até a água cobrir as praias. Em algum momento entre 16h e 17h, a tempestade ocorreu repentinamente, com a água subindo vários metros em questão de minutos. A tempestade submergiu toda a ilha e destruiu todos os edifícios. O hotel, que acomodava muitas mulheres e crianças no segundo andar e homens no primeiro, desabou, esmagando muitos e arrastando outros para o mar.
Vários sobreviventes conseguiram chegar até o casco do Star. Ao se amarrar com uma corda ao Star, o Capitão Abe Smith foi capaz de resgatar pelo menos 40 pessoas da tempestade. O Star serviria de abrigo para os sobreviventes até que a equipe de resgate chegasse três dias depois.
Muitos conseguiram sobreviver abrigando-se em ou atrás de cisternas viradas, que eram grandes tanques cilíndricos de madeira reforçados com aros de ferro. Alguns agarraram-se às fundações elevadas das cisternas e outros às árvores. Uma dúzia de pessoas sobreviveu agarrando-se a um grande equipamento giratório de playground no topo de um dique. Muitas pessoas flutuaram sobre escombros, incluindo seções de paredes, toras e móveis. Um robusto recinto de madeira que continha grandes cágados, uma iguaria regional, fornecia proteção suficiente para salvar vários indivíduos. Outro grupo sobreviveu enterrando os pés na areia e segurando as mãos. Alguns sobreviventes foram carregados para os pântanos no continente, embora alguns tenham morrido devido a ferimentos ou falta de comida e água.
Dos cerca de 400 turistas na ilha, 198 eram conhecidos ou presumivelmente mortos e 203 eram sobreviventes conhecidos. Dixon (2009) fornece listas de sobreviventes e mortos.
Várias das vítimas eram pessoas escravizadas . Algumas das pessoas escravizadas foram creditadas por resgatar outras pessoas, incluindo várias crianças .
A tragédia afetou muito a sociedade de plantadores, que perdeu muitos membros. Na época do furacão, aproximadamente dois terços dos milionários nos Estados Unidos viviam na Luisiana, muitos deles proprietários de plantações, especialmente produtores de açúcar. Do grupo social afetado, muitos eram amigos, conhecidos ou parentes do casamento ou conhecidos através dos negócios.
A casa da família de três das vítimas de Last Island era Shadows-on-the-Teche em New Iberia, Luisiana, agora um marco histórico nacional . Sra. Frances Weeks (Magill) Pruett e seus filhos Mary Ida Magill e Augustine Magill morreram no desastre natural. As duas crianças foram enterradas no cemitério da plantação.
A própria ilha foi dividida em Últimas Ilhas ( Ilhas Dernieres ). A ilha supostamente permaneceu submersa por vários dias antes que partes dela ressurgissem como grandes bancos de areia . Após a tempestade, os restos da Estrela foram o único sinal de que uma ilha já existiu lá. Atualmente, a área é usada por pelicanos e outras aves.

### Em outro lugar
A seguir está o número de mortes offshore: 
Steamer Nautilus : 85
Steamer Manilla : 13
Escuna Ellen : 15
Outras perdas no mar: 20
A cidade de Nova Orleans foi inundada com 13,14 polegadas (335 mm) de chuva. Todos os prédios da cidade de Abbeville, Luisiana, foram destruídos. Houve inundações severas em toda a freguesia de Plaquemines .

## Na imprensa
O desastre se tornou notícia nacional assim que três sobreviventes salvaram um pequeno barco e navegaram para o continente em busca de ajuda .
Além de vários relatos de primeira mão, a história da Ilha Perdida foi republicada periodicamente. A lista abaixo inclui apenas algumas versões :
- Em 1871, o Harper's New Monthly publicou uma história sobre o naufrágio do navio Nautilus e Jim Frisbee, o segundo comissário do navio, o único sobrevivente.
- O romance de Lafcadio Hearn, Chita: A Memory of Last Island (1889), baseado no furacão de Last Island de 1856, foi uma história popular quando publicado; no entanto, ele criou ou perpetuou vários mitos sobre a tragédia. Uma das principais fontes do romance de Hearn foi identificada como o relato escrito pelo plantador de açúcar da Paróquia de Iberville, Michael Shlatre. Após a publicação de Chita, o documento de Michael Shlatre se perdeu depois de ser emprestado e não devolvido. O documento foi recuperado em 1936, quando foi encontrado no tribunal da paróquia de Iberville em Plaquemine, La. .
- Last Days of Last Island (2009), de Bill Dixon, foi escrito usando informações de vários arquivos em uma tentativa de ser historicamente preciso. As numerosas referências incluem um artigo de jornal, alguns livros e relatos dos sobreviventes, muitos dos quais são citados.[3]